# Satisfactory
Satisfactory é um jogo eletrônico de simulação de fábrica criado pela desenvolvedora Sueca de videogame Coffee Stain Studios. É um jogo 3D de exploração e construção de fábricas em primeira pessoa. O jogador é lançado num planeta alienígena com um punhado de ferramentas e deve colher os recursos naturais do planeta para construir fábricas cada vez mais complexas para automatizar todas suas necessidades de recursos. O objetivo inicial é construir um elevador espacial e começar a fornecer à empresa para a qual o jogador trabalha (FICSIT Inc.) componentes cada vez mais numerosos e complexos para finalidades desconhecidas. Essas exportações desbloqueiam novos edifícios que tornam possível a próxima exportação.
Satisfactory foi disponibilizado para acesso antecipado em 19 de março de 2019 na Epic Games Store, e em 8 de junho de 2020 no Steam, com jogabilidade multiplataforma. O aspecto de construção de fábrica do jogo foi descrito como uma versão em primeira pessoa e 3D do Factorio. Ao contrário da maioria dos outros jogos sandbox como Factorio, o mundo Satisfactory é pré-gerado; o mapa de cada jogador é idêntico. O jogo se passa em um planeta alienígena chamado "Massage-2(AB)b" e a área de jogo é limitada a 30 km².

## Jogabilidade
O jogador assume o papel de um engenheiro que foi enviado ao planeta com a ordem de “colonizá-lo” construindo um complexo fabril para a FICSIT. O jogador pode escolher um dentre quatro locais iniciais: Grasslands, Rocky Desert, Dune Desert ou Northern Forest. Esta escolha afeta os recursos aos quais o jogador tem acesso no início do jogo e a quantidade de terreno plano estará disponível para fácil construção. No entanto, o jogador pode mover-se para qualquer outra parte do mapa a qualquer momento que desejar. Após o pouso inicial, o jogador deve resgatar a cápsula de pouso para obter peças para construir o HUB, a base principal a partir da qual a maioria das outras construções se estenderá.
Durante um breve tutorial, o jogador aprende a extrair e processar minérios básicos como ferro e cobre. Com estes materiais é possível construir uma fábrica simples e começar a explorar o sistema de progressão de níveis. Em maio de 2021, haviam oito níveis desse tipo no jogo, cada um dos quais concede acesso a materiais e equipamentos cada vez mais complexos e sofisticados. Os níveis um e dois são desbloqueados após a conclusão do tutorial; os níveis subsequentes são desbloqueados após a entrega de certas peças ao elevador espacial.
À medida que o jogador desbloqueia novos equipamentos, torna-se possível automatizar tarefas mais complicadas. Os objetivos finais do jogo são construir uma fábrica totalmente automatizada que possa fabricar qualquer item sem exigir a intervenção manual do jogador e entregar todas as peças necessárias do projeto ao elevador espacial. As máquinas de nível superior requerem mais energia, pelo que o jogador deve pesquisar e construir sistemas de energia, incluindo geradores de carvão e combustível e, eventualmente, centrais nucleares.
Exploração e combate são elementos secundários do jogo. O jogador deve lutar contra formas de vida alienígenas hostis e conquistar ambientes perigosos para encontrar recursos valiosos na selva. Um número limitado de armas e veículos está disponível para facilitar a exploração. Com a atualização 7, lançada em 6 de dezembro de 2022, plantas-baixa (blueprints) foram adicionadas ao jogo, permitindo a criação de modelos (templates) para facilitar a construção em massa de edifícios de produção.

## Vendas
Três meses após seu lançamento em acesso antecipado, mais de 500.000 cópias foram vendidas. Até julho de 2020, mais de 1,3 milhão de cópias foram vendidas. Com base em dados coletados por Simon Carless em meados de 2021, Satisfactory obteve receitas de pelo menos US$11.5 milhões, superando o valor que a Epic Games havia garantido como pagamento mínimo à Coffee Stain.